# Droga ekspresowa 90 (Izrael)
Droga ekspresowa 90 (hebr. כביש 90) – najdłuższa droga krajowa w Izraelu, biegnąca z miasta Ejlat na południu do miejscowości Metulla na północy kraju. Przebiega w ten sposób od granicy z Egiptem do granicy z Libanem. Przez całą swoją długość biegnie Rowem Jordanu wzdłuż granicy z Jordanią, a później w pobliżu granicy z Syrią.

## Przebieg
Droga nr 90 biegnie południkowo z południa na północ, od miasta Ejlat do miejscowości Metulla.

### Ejlat
Swój początek bierze na przejściu granicznym Taba z Egiptem nad Zatoką Akaba. Po stronie egipskiej znajduje się miejscowość turystyczna Taba. Natomiast droga nr 90 kieruje się na północ. Prowadzi wzdłuż brzegu morskiego u podnóża stromego klifu. Mija Hotel Princess i po 1,5 km dociera do Podwodnego Obserwatorium i Parku Morskiego w Ejlacie. Potem mija Hotel Orchid i jadąc wzdłuż nadmorskiej promenady dociera do mariny Almog. Pół kilometra dalej przejeżdża się mostkiem nad okresowym strumieniem Szlomo i dociera do skrzyżowania z lokalną drogą prowadzącą na zachód do parku rozrywki Camel Rancho. Przy skrzyżowaniu znajduje się terminal wyładowczy zbiornikowców. Następnie jedzie się wzdłuż położonych na zachód od drogi zbiorników stokażowych ropy naftowej i dojeżdża się do Rafy Delfinów. Pół kilometra dalej jest wjazd na teren przedsiębiorstwa Eilat Ashkelon Pipeline Company Ltd. (EAPC), które zarządza rurociągiem przesyłowym ropy naftowej z Ejlatu do Aszkelonu (długość 254 km). Od tego miejsca droga posiada rozdzielone pasy drogi, z odrębną ścieżką rowerową. Po 300 metrach dojeżdża się do zjazdu do Portu Ejlat. Przejeżdża się tutaj pomiędzy dużymi terenami parkingów samochodowych Portu Ejlat – są to importowane z zagranicy samochody przeznaczone na izraelski rynek zbytu. Po minięciu terenów portowych dojeżdża się do plaży Dekel i nadmorskiego bulwaru Crimson. Tuż obok jest niewielka przystań jachtowa, która w przeszłości służyła jako port rybacki. Potem przejeżdża się niewielkim mostkiem nad okresowym strumieniem Szachmot, za którym rozpoczyna się obszar bazy morskiej Ejlat. Droga nr 90 biegnie tutaj już jako droga dwujezdniowa i jest nazwana ulicą Derech Micrajim. Po zachodniej stronie ulicy mija się bazę wojskową Lotar i dociera do skrzyżowania z drogą nr 12, którą można dojechać do położonych w zachodniej części miasta osiedli Ganim Bet, Ganim Alef, Bene Beitecha i Szachamon. Jadąc dalej tą drogą poza miasto dociera się do nieczynnego przejścia granicznego Netafim i położonego na pustyni Negew skrzyżowania z drogą nr 10. Natomiast droga nr 90 jako ulica Derech ha-Arawa wjeżdża w gęsto zabudowany obszar miejski Ejlatu. Mija Le Méridien Eilat Hotel, Hotel Sonsta, Club Hotel Eilat, podwodne obserwatorium oraz centrum handlowe ha-Jam. Następnie przejeżdża się przez największe w mieście rondo będące skrzyżowaniem z ulicą Jotam. Jadąc stąd na północny wschód dojeżdża się po 300 metrach do Portu lotniczego Ejlat. Po drodze mija się Shalom Plaza Hotel, Briza Hotel, Astral Coral Hotel, posterunek policji, park ha-Arawa oraz strefę przemysłową Ejlat. Po wschodniej stronie drogi przebiega tutaj przez cały czas pas startowy tutejszego lotniska. Po jego minięciu wyjeżdża się z Ejlatu.

### Dolina Arawa
Po opuszczeniu Ejlatu droga nr 90 jako droga dwupasmowa kieruje się na północny wschód przez Dolinę Arawa w stronę Morza Martwego. Po jednym kilometrze dociera się do zjazdu do położonego na zachód od drogi kibucu Elot. Tuż za nim znajduje się skrzyżowanie Elot, na którym można zjechać na wschód na drogę nr 109 prowadzącą do przejścia granicznego Wadi Arawa z Jordanią. Kilometr dalej mija się położoną na zachód od drogi strefę przemysłową Emek. Po wschodniej stronie drogi przebiega granica z Jordanią – znajduje się tam port lotniczy Akaba. Około kilometr dalej znajduje się punkt kontroli celnej przy wyjeździe (lub wjeździe) ze strefy wolnocłowej Ejlatu. Mija się tutaj oczyszczalnię ścieków, a następnie wjeżdża w pustynną i monotonną okolicę. Po stronie zachodniej wznoszą się góry pustyni Negew i jedynie po stronie wschodniej są niewielkie obszary uprawne. Jadąc przez taką pustynną okolicę droga nr 90 powoli wykręca na północ i po 11 km dociera do położonej na zachód od drogi wioski Be’er Ora. Po stronie wschodniej drogi planuje się budowę w tym miejscu nowego międzynarodowego portu lotniczego Timna. Po przejechaniu kolejnych 6 km dojeżdża się do zjazdu do położonej na zachodzie kopalni Timna. Po stronie wschodniej jest plantacja palm oraz utworzone w 1995 roku dwa retencyjne zbiorniki wody ze stacją pomp. W zimowej porze deszczowej gromadzą one duże ilości wód powodziowych, które następnie są wykorzystywane dla potrzeb rolnictwa. Następnie droga mija masyw góry Timna i po 3 km dociera do zjazdu na zachód do kibucu Elifaz i Doliny Timna. Po stronie wschodniej mija się duże plantacje palm, głównie daktylowców. Jadąc dalej na północ po 5 km dojeżdża się do położonego na zachodzie kibucu Samar i po kolejnych 8 km do kibucu Jotwata, przy którym jest położony Port lotniczy Jotwata. Pięć kilometr dalej znajduje się położony na niewielkim wzgórzu na wschód od drogi kibuc Gerofit i po dalszych 4 km położony na zachodzie kibuc Ketura. Każda z tych osad wiejskich jest oazą zieleni na pustyni, przy której rozciągają się tereny uprawne oraz plantacje palm. 2,5 km dalej jest kibuc Lotan, przy którym znajduje się skrzyżowanie Ketura z drogą nr 40, która prowadzi na północny zachód do kibuców Newe Charif i Ne’ot Semadar. Natomiast droga nr 90 prowadzi dalej na północ i po 12 km jazdy przez pustkowie dociera do kibucu Jahel. Następnie jedzie się przez całkowicie pustynne tereny, którymi w porze deszczowej spływają niebezpieczne rzeki. W porze suchej całkowicie one wysychają i jedynymi pozostałościami po nich są ślady naniesionych kamieni i piasku. Po 25 km dojeżdża się do skrzyżowania Menucha z drogą nr 13, która umożliwia dojechanie na zachód do drogi nr 40. Natomiast droga nr 90 jedzie dalej na północ i po 8 km dociera do położonego na zachód od drogi moszawu Paran. W jego otoczeniu rozciągają się liczne szklarnie. Po dalszych 14 km dojeżdża się do położonej na zachodzie wioski Cukim. 11 km dalej jest położony moszaw Cofar, w którego otoczeniu są liczne szklarnie oraz plantacje palm. Po przejechaniu kolejnych 2 km dociera się do moszawu Sappir, przy którym jest niewielki Port lotniczy En Jahaw. Kawałek dalej jest baza wojskowa Ein Jahav i zjazd do położonego na wschodzie moszawu En Jahaw. Po następnych 14 km pustynnej drogi dojeżdża się do położonego na wschód od drogi moszawu Chacewa i po 3 km moszawu En Chacewa. Kawałek za nim jest skrzyżowanie z lokalną drogą prowadzącą na wschód do moszawu Iddan, a następnie skrzyżowanie Ir Ovot z drogą nr 227, która prowadzi na zachód w głąb pustyni Negew do skrzyżowania z drogą nr 206. Natomiast droga nr 90 prowadzi dalej na północ i po 22 km dociera do skrzyżowania Arawa z drogą nr 25, która prowadzi na zachód do miasta Dimona. Droga nr 90 wykręca tutaj na północny wschód w kierunku Morza Martwego.

### Morze Martwe
Przy południowo-zachodnim skraju Morza Martwego droga nr 90 dociera do skrzyżowania z drogą nr 2499, która prowadzi na południowy wschód do moszawu En Tamar. Jadąc dalej na północ droga nr 90 dociera do zakładów przemysłowych Dead Sea Magnesium Factory  i Dead Sea Works. Następnie droga prowadzi wzdłuż brzegu Morza Martwego i po 18 km dociera do skrzyżowania Zohar z drogą nr 31, którą jadąc na północny zachód dojeżdża się do miasta Arad. Natomiast droga nr 90 powraca nad brzeg Morza Martwego, gdzie dociera do wsi Newe Zohar i położonej przy niej strefy hoteli. Kawałek dalej jest miejscowość wypoczynkowa En Bokek. Następnie droga nr 90 pokonuje 14 km przez wyschnięte tereny pomiędzy południową i południową częścią Morza Martwego, by dotrzeć do skrzyżowania Masada. Lokalna droga prowadzi stąd na zachód do podnóża twierdzy Masada. Kilometr dalej jest Port lotniczy Bar Jehuda, a 10 km dalej kibuc En Gedi z Parkiem Narodowym En Gedi. Około 2,5 km dalej droga przekracza „zieloną linię”, która nieformalnie jest granicą terytoriów Autonomii Palestyńskiej. W rzeczywistości Izrael sprawuje całkowitą kontrolę nad całym tym obszarem. Po 14 km dojeżdża się do kibucu Micpe Szalem i po kolejnych 10 km do wsi Awenat. 3 km dalej dojeżdża się do Rezerwatu Przyrody Enot Zukim, za którym znajduje się kibuc Kalja i miejsce archeologiczne Kumran. Następnie droga nr 90 wykręca na północny wschód, zbliżając się do północnej krawędzi Morza Martwego. Znajduje się tutaj Aquapark Biankini, za którym droga wjeżdża w Dolinę Jordanu.

### Dolina Jordanu
Po minięciu Morza Martwego droga nr 90 dojeżdża do skrzyżowania Lido, gdzie wykręca na północny zachód by po 3 km dojechać do skrzyżowania Beit Ha-Arawa z drogą nr 1, która prowadzi na zachód do kibucu Bet ha-Arawa i dalej do miasta Jerozolima. Natomiast droga nr 90 w pewnym oddaleniu od rzeki Jordan prowadzi na północ. Po 2 km mija się położone na wschód od drogi klasztor Deir Hajila, bazę wojskową Nevo i szerokim łukiem omija po stronie wschodniej arabskie miasto Jerycho. Drogę oddziela od terytoriów palestyńskich ogrodzenie ochronne. Po stronie wschodniej również ciągnie się wzdłuż granicy jordańskiej bariera graniczna. Pomiędzy nimi droga nr 90 prowadzi do skrzyżowania, na którym lokalna droga odbija na wschód do miejsca Kasr al-Jahud nad rzeką Jordan. Od 2011 roku jest tutaj swobodny dostęp do rzeki. Droga nr 90 prowadzi dalej na północ i po 3 km dociera do skrzyżowania Allenby, na którym można zjechać na wschód do przejścia granicznego Most Allenby’ego z Jordanią. Na skrzyżowaniu istnieje także możliwość zjechania na zachód do miasta Jerycho. Następnie droga nr 90 wykręca na północny zachód i omija Jerycho od północy. Mija tutaj położony na zachodzie centralny ośrodek szkoleniowy palestyńskich sił bezpieczeństwa, obóz Ein as-Sultan i wieś An-Nuwajimach. Dalej droga wykręca na północ i dociera do moszawu Na’ama. Przy moszawie rozciągają się liczne szklarnie. Po 4 km dociera się do palestyńskiej wioski Al-Auja. W kierunku zachodnim odchodzi stąd lokalna droga, którą można dojechać do moszawu Jitaw. Po wyjechaniu z tej arabskiej wioski, po 2,5 km dojeżdża się do skrzyżowania z drogą prowadzącą do położonego na zachodzie kibucu Niran. Po stronie wschodniej drogi rozciąga się plantacja palm. Jadąc wśród terenów uprawnych po 3 km dociera się do skrzyżowania z drogą prowadzącą do położonych na zachodzie kibucu Gilgal i moszawu Netiw ha-Gedud. Po 2 km mija się moszaw Tomer i arabską wieś Al-Fasajil. Następnie droga nr 90 dojeżdża do skrzyżowania Peca’el z drogą nr 505, która prowadzi na zachód do moszawu Peca’el i dalej do osiedla żydowskiego Ma’ale Efrajim. Po 2 km droga nr 90 dojeżdża do moszawu Jafit i mijając kolejne plantacje palm dociera po 5 km do siedziby administracji Samorządu Regionu Bika’at ha-Jarden i położonego obok moszawu Massu’a. Kawałek dalej jest skrzyżowanie Adam z drogą nr 57, która prowadzi na północny zachód do arabskiej wioski Furusz Beit Dajan i żydowskiego osiedla Chamra, lub na południowy wschód do nieczynnego przejścia granicznego Most Adam. Jadąc przez kolejne plantacje i tereny uprawne dojeżdża się do skrzyżowania z lokalną drogą prowadzącą na zachód do moszawu Argaman. Po kolejnych 2 km dojeżdża się do arabskiej wioski Zubeidat i 1,5 km dalej arabską wieś Marj Na'jah. Następne 15 km droga nr 90 pokonuje przez pustynne tereny w bezpośrednim sąsiedztwie bariery granicznej, aby dotrzeć do skrzyżowania z drogą nr 5788 prowadzącą na południowy zachód do bazy wojskowej Peles. Droga nr 90 przejeżdża tutaj u podnóża grzbietu górskiego Gilboa i wjeżdża do Doliny Bet Sze’an.

### Dolina Bet Sze’an
Po wjechaniu do Doliny Bet Sze’an droga nr 90 dociera do położonego na zachód od drogi moszawu Szadmot Mechola i po kolejnych 4 km do moszawu Mechola. Tuż obok jest skrzyżowanie z drogą nr 578, która prowadzi na południowy zachód do żydowskiego osiedla Rotem. Natomiast droga nr 90 wykręca w kierunku północno-zachodnim i mija wsie arabskie Tel al-Beida, Kardala i Bardala, by dotrzeć do przejścia granicznego Bardala. Po jego przekroczeniu wjeżdża się ponownie na terytorium Izraela. Droga nr 90 prowadzi tutaj między intensywnie uprawianymi terenami rolniczymi i po 3 km dociera do skrzyżowania z drogą nr 667, która prowadzi na wzgórza Gilboa do kibucu Meraw. Natomiast droga nr 90 po 2 km dociera do moszawu Sede Terumot, w którego centrum znajduje się rondo z lokalną drogą odchodzącą na wschód do wsi komunalnej Tel Te’omim. Kilometr dalej dojeżdża się do moszawu Rechow, z którego lokalna droga prowadzi do położonego na zachodzie moszawu Rewaja i na południowy wschód do wsi Tel Teomim. Następnie mija się położone na zachodzie stawy hodowlane oraz plantacje palm i po 2 km dociera się do skrzyżowania Szeluchot z drogą nr 669, która prowadzi na zachód do kibucu Szeluchot. Droga nr 669 pełni także funkcję południowej i południowo-zachodniej obwodnicy miasta Bet Sze’an. Droga nr 90 około 200 metrów dalej dojeżdża do skrzyżowania Ein ha-Naciv z drogą nr 6678, która prowadzi na południowy wschód do kibuców En ha-Naciw i Sede Elijjahu. Natomiast droga nr 90 prowadząc dalej na północ dociera po niecałym kilometrze do miasta Bet Sze’an. Przy wjeździe do miasta jest rozszerzenie do dwujezdniowej drogi. Jest to ulica Menachema Begina. W kierunku zachodnim odbija tutaj droga nr 6667, którą można dojechać do Parku Narodowego Bet Sze’an i skrzyżowania z drogą nr 7078. Natomiast droga nr 90 kawałek dalej mija dworzec autobusowy Bet Sze’an i dociera do skrzyżowania z drogą nr 7079, która prowadzi na wschód do wschodniej strefy przemysłowej i skrzyżowania z drogą nr 71. Droga nr 90 przechodzi dalej w jednojezdniową drogę i po 4 km dociera do skrzyżowania Szean drogą nr 71, która pełni funkcję północnej obwodnicy Bet Sze’an. Przejeżdża się tutaj mostem nad rzeką Charod. Droga nr 71 prowadzi na południowy wschód do wschodniej strefy przemysłowej, kibuców Newe Etan i Ma’oz Chajjim oraz przejścia granicznego Rzeka Jordan z Jordanią, lub na zachód do północnej strefy przemysłowej, kibucu Sede Nachum i dalej do miasta Afula. Natomiast droga nr 90 opuszcza miasto Bet Sze’an, mija okoliczne stawy hodowlane i dociera do zjazdu do położonego na zachodzie kibucu Chamadja. Dalej przebiega u podnóża płaskowyżu Ramot Jissachar i dociera do Doliny Kinaret.

### Dolina Kinaret
Droga nr 90 mija kolejno moszawy Bet Josef i Jardena, oraz kibuc Newe Ur. Tuż obok jest skrzyżowanie z drogą nr 717, która prowadzi na zachód do Parku Narodowego Belvoir. Wśród licznych przekraczanych w tej okolicy strumieni znajduje się także nad strumień Nachal Tawor, który jest chroniony jako rezerwat przyrody Nachal Tawor. Ponad kilometr dalej jest skrzyżowanie z drogą nr 7188, która prowadzi na północny zachód górską drogą do wsi Menachemja. Natomiast droga nr 90 dociera do kibucu Geszer. Można stąd dojechać na wschód do Naharajim. Po 4 dalszych km jest drugie skrzyżowanie z drogą nr 7188, którą można dojechać do położonej na zachodzie wioski Menachemia. W kierunku wschodnim dojeżdża się do Naharajim. Następnie przejeżdża się mostem nad rzeką Jordan i dociera do położonych na wschód od drogi kibuców Aszdot Ja’akow Ichud, Aszdot Ja’akow Me’uchad i Afikim. Po minięciu tego ostatniego kibucu znajduje się skrzyżowanie z drogą nr 7589, którą można dojechać na wschód do kibuców Massada i Sza’ar ha-Golan, lub na zachód do kibucu Bet Zera. Kilometr dalej dojeżdża się do strefy przemysłowej Zemach nad jeziorem Tyberiadzkim.

### Jezioro Tyberiadzkie
Ze strefy przemysłowej Zemach można wyjechać lokalną drogą na południowy zachód do kibucu Deganja Bet, lub drogą nr 92 na wschód do kibucu Ma’agan i skrzyżowania z drogą nr 98. Natomiast droga nr 90 wykręca na zachód i prowadzi wzdłuż brzegu jeziora Tyberiadzkiego do kibucu Deganja Alef. Można stąd dojechać do położonego na południu sąsiedniego kibucu Deganja Bet. Zaraz po minięciu kibucu Deganja Alef droga nr 90 przejeżdża mostem nad rzeką Jordan. Za mostem jest skrzyżowanie z lokalną drogą prowadzącą na zachód do kibucu Kewucat Kinneret. Natomiast droga nr 90 mija regionalną szkołą Beit Jerach i dociera do skrzyżowania z drogą nr 767 przy moszawie Kinneret. Droga nr 767 prowadzi na zachód do wsi Porijja Kefar Awoda i kibucu Alummot, natomiast droga nr 90 wykręca na północny zachód i dalej prowadzi wzdłuż wybrzeża jeziora Tyberiadzkiego. Po 3 km dojeżdża się do skrzyżowania z drogą nr 7677, która prowadzi na zachód do wiosek Porijja Illit i Porijja Newe Owed. Po kilku kolejnych kilometrach droga nr 90 dociera do miasta Tyberiady. Przy wjeździe mija Hotel Royal Plaza i jako ulica Eli’ezer Kaplan prowadzi w stronę centrum miasta. Na skrzyżowaniu z ulicą ha-Noter droga nr 90 rozdziela się, i jezdnia w kierunku północnym prowadzi ulicą ha-Banim, natomiast jezdnia w kierunku południowym prowadzi ulicą ha-Galil. Oba pasy drogi ponownie spotykają się z sobą na skrzyżowaniu z ulicą ha-Jarden. W kierunku północnym odchodzi stąd droga nr 77, która prowadzi na północny zachód do moszawu Micpa i dalej do miejscowości Ramat Jiszaj. Natomiast droga nr 90 jako ulica ha-Jarden skręca na wschód i następnie przy brzegu jeziora Tyberiadzkiego jako ulica Gdud Barak wykręca na północ i mija tutejsze hotele. Po 2 km wspina się serpentynami powyżej brzegu jeziora i wyjeżdża z miasta. Następnie droga przejeżdża u podnóża stromego klifu góry Arbel i po 3 km dociera do skrzyżowania z drogą nr 807, która prowadzi na północny zachód do miejscowości Migdal i dalej do skrzyżowania z droga nr 65. Natomiast droga nr 90 łagodnie wykręca na północ i po 1 km dojeżdża do miejscowości Migdal. Po jej minięciu droga łagodnie wykręca na północny wschód i po kilometrze dojeżdża do położonego na wschód od drogi kibucu Ginnosar. Dalej droga przejeżdża mostkiem nad strumieniem Amud i dociera do skrzyżowania z drogą nr 8077, która prowadzi na północny zachód do kibucu Chukok i wioski Liwnim. Droga nr 90 natomiast dalej dojeżdża do stacji pompowni wody Sapir i wykręca na wschód dojeżdżając do skrzyżowania z droga nr 87 na północ od jeziora Tyberiadzkiego. Droga nr 87 prowadzi do Parku Narodowego Kafarnaum i dalej na Wzgórza Golan. Natomiast droga nr 90 kieruje się na północ w stronę Doliny Hula.

### Dolina Hula
Powyżej jeziora Tyberiadzkiego droga nr 90 serpentynami wspina się w górę, by po 2 km dojechać do skrzyżowania z drogą nr 8177 prowadzącą na południowy wschód na Górę Błogosławieństw. Po dalszych 4 km dociera się do wsi Korazim, przy której jest skrzyżowanie z drogą nr 8277 prowadzącą na wschód do moszawu Amnun. Kilometr dalej droga nr 90 dojeżdża do skrzyżowania Ammi’ad z drogą nr 85, która prowadzi na południowy zachód do bazy wojskowej Ammi’ad i moszawu Kachal. Natomiast droga nr 90 prowadzi dalej na północ jako dwujezdniowa droga i po 2 km dojeżdża do kibucu Ammi’ad. Po kolejnych 2 km dociera się do skrzyżowania z lokalną drogą prowadzącą na wschód do moszawu Elifelet i bazy wojskowej Mechane Jiftach. Kilometr dalej jest węzeł drogowy Elifelet z drogą nr 89, która prowadzi na zachód do miasta Safed. Na węźle tym można także zjechać do położonej na wschodzie bazy wojskowej Filon. Następnie droga nr 90 dojeżdża do miejscowości Rosz Pina, w której w kierunku zachodnim odbija droga nr 8900 prowadząca do miasta Safed. Trzysta metrów dalej w kierunku wschodnim odbija droga nr 8677, prowadząca do strefy przemysłowej i portu lotniczego Rosz Pina. Jadąc dalej na północ, wjeżdża się do tzw. Palca Galilei. Po kolejnym kilometrze dociera się do położonego na zachód od drogi miasteczka Chacor ha-Gelilit, a następnie do skrzyżowania Machanajim z drogą nr 91, która prowadzi na wschód do kibucu Machanajim i moszawu Miszmar ha-Jarden. Natomiast w kierunku zachodnim odbija lokalna droga prowadząca do wsi Amukka. Droga nr 90 kieruje się dalej na północ, po minięciu położonej na zachodzie bazy wojskowej Merot wykręca łagodnie na wschód, omijając w ten sposób teren Parku Narodowego Chasor. Kawałek dalej jest możliwość zjechania na wschód do kibucu Ajjelet ha-Szachar. Dalej droga ponownie wykręca na północ i po 2 km dociera do moszawu Sede Eli’ezer. W kierunku wschodnim odbija tutaj droga nr 9119 prowadząca do miejscowości Jesud ha-Ma’ala i kibucu Chulata. Droga nr 90 po kolejnych 3 km dociera do skrzyżowania z lokalną drogą, która prowadzi na zachód do Rezerwatu Przyrody Doliny Hula i miejscowości Jesud ha-Ma’ala. Następnie biegnie u podnóża gór Naftali i dociera do siedziby władz administracyjnych Samorządu Regionu Mewo’ot ha-Chermon za którymi jest skrzyżowanie z drogą nr 899 prowadzącą na zachód do kibucu Jiftach i moszawu Ramot Naftali. Po kolejnych 5 km droga nr 90 dociera do skrzyżowania Gome z drogą nr 977, która prowadzi na wschód do kibuców Ne’ot Mordechaj i Kefar Blum. Następnie dojeżdża się do miasta Kirjat Szemona, z którego w kierunku zachodnim odchodzi droga nr 9779 do kibuców Amir i Sede Nechemja. U wylotu z miasta jest skrzyżowanie z drogą nr 99, która prowadzi na zachód do północnej strefy przemysłowej oraz portu lotniczego Kirjat Szemona. Natomiast droga nr 90 dalej prowadzi na północ, mija strefę przemysłową Tel Chaj i przy Tel Chaj dociera do skrzyżowania z drogą nr 9977, która prowadzi na zachód do kibucu Kefar Giladi. Około kilometra dalej znajduje się skrzyżowanie z lokalną drogą prowadzącą na wschód do moszawu Juwal. Następnie droga wykręca na północny zachód i wjeżdża po stokach gór Naftali do przygranicznej miejscowości Metulla.